# Zuqualla
De Zuqualla (Zuquala, Zikwala of Chuqqaala) is een sinds het pleistoceen uitgedoofde vulkaan in de regio Oromia in Ethiopië. Gelegen in de woreda Ada'a Chukala van de zone East Shewa, rijst de stratovulkaan op uit de vlakte, 30 kilometer ten zuiden van Bishoftu. Met een hoogte van 2.989 meter staat de vulkaan bekend om het Dembelmeer, een elliptisch kratermeer met een maximale diameter van ongeveer een kilometer, maar het pad rond de krater is ongeveer 6 km lang.